# Waldemar Kozak
Waldemar Kozak (ur. 17 maja 1948 w Lublinie) – polski koszykarz, reprezentant Polski, olimpijczyk. 
W biało-czerwonych barwach z orzełkiem na piersi wystąpił podczas Igrzysk Olimpijskich w Monachium (1972), oraz trzykrotnie na mistrzostwach Europy, w Finlandii (1967), we Włoszech (1969) oraz w RFN (1971). Jako kadrowicz zgromadził na swoim koncie 1478 punktów, w 147 spotkaniach. W sezonie 1966/67 zajął czwarte miejsce na liście najlepszych strzelców z łączną liczbą 407 punktów. 
Żonaty, wyemigrował do Austrii.

## Osiągnięcia
Reprezentacja
- Brązowy medalista mistrzostw Europy (1967)
- Uczestnik:
  - igrzysk olimpijskich (1972 – 10. miejsce)
  - mistrzostw Europy (1967, 1969 – 4. miejsce, 1971 – 4. miejsce)
- Mistrzostwo turnieju Alberta Schweitzera U–18 (1967 – Mannheim)

Klubowe
- Mistrz:
  - Polski:
    - 1970
    - juniorów z Lublinianką Lublin (1965)
- Brązowy medalista mistrzostw Polski (1971)
- Finalista pucharu Polski (1971)
- Awans do I ligi z Lublinianką Lublin (1966) oraz Legią Warszawa (1973)

Odznaczenie
- Brązowy Medal za Wybitne Osiągnięcia Sportowe (1967)[1]